# Kababina isley
Kababina isley là một loài nhện trong họ Stiphidiidae.
Loài này thuộc chi Kababina. Kababina isley được V. T. Davies miêu tả năm 1995.